# 旭創業
株式会社旭創業（あさひそうぎょう、英: ASAHI SOGYO co.,Ltd.）は、大阪府大阪市住吉区に本社を置く食品関連資材メーカー。

## 概要
1954年（昭和29年）、創業者渡辺輝夫が弁当用のポリエチレン製魚型たれ瓶を開発。　商品名を「ランチャーム」と名付け、以降旭創業製のタレ瓶及びフィルム製ミニパックを総じて「ランチャーム」と呼ぶ。ランチャーム(英: LANCHARM)とは、「ランチ」を「チャーミング」に、という単語を掛け合わせた旭創業による造語である。また、魚型ランチャームを模して他社で製造されたものも含め「醤油鯛」と総称されることもある。ランチャームには容器に「旭」マークが入っており、その有無で他社製との判別が可能となっている。
現在は、ランチャーム以外にもバラン（ハラン）や、お弁当・ケーキなどに使用する造花、手袋やマスクなどの衛生商品等の自社商品を販売。他にも商社として食品包装資材や衛生用品を幅広く仕入れている。

## 沿革
- 1957年（昭和32年）8月 - 大阪市西成区に旭食品工業創業。
- 1971年（昭和46年）4月 - 「株式会社旭創業」に社名変更。

## 事業所
- 本社 - 大阪府大阪市住吉区南住吉1-4-21
- 札幌支店 - 北海道札幌市白石区本通20丁目北1番75号
- 仙台支店 - 宮城県仙台市宮城野区中野5-5-11
- 東京支店 - 東京都新宿区赤城下町86番地
- 長浜支店 - 滋賀県長浜市湖北町津里359
- 大阪支店 - 大阪府大阪市住吉区南住吉1-4-21
- 広島支店 - 広島県広島市西区観音本町2丁目7-19清原ビル2階
- 九州支店 - 福岡県糟屋郡粕屋町内橋608-1
- 配送センター - 大阪府大阪市住吉区南住吉1-4-23

## グループ企業
- 株式会社あさひパック
- 株式会社モデリーノ
- 株式会社韓国旭創業
- 株式会社出石プラ成型
- 株式会社ランチャーム出石
- 株式会社STM
- 株式会社ホワイトマックス